# Établissement public du château, du musée et du domaine national de Versailles
Pour les articles homonymes, voir EPV.
L'Établissement public du château, du musée et du domaine national de Versailles (EPV) est un établissement public à caractère administratif, placé sous la tutelle du ministère chargé de la Culture, créé en 1995 pour administrer le château de Versailles.
Initialement dénommé établissement public du musée et du domaine national de Versailles, il a reçu son nom actuel par le décret du 11 novembre 2010. 
Il est dirigé par Christophe Leribault, président de l'établissement public, assisté de Laurent Salomé, directeur du musée national des châteaux de Versailles et de Trianon, et de Pierre-Emmanuel Lecerf, administrateur général.

## Budget
Selon le site officiel de l'EPV, le budget consolidé de cette institution s'élève à environ 100 millions d'euros par an. Ce budget comprend les ressources propres de l'établissement (en particulier la vente des billets, qui a rapporté 53,5 millions d'euros en 2022), la subvention de l'État, l'autofinancement et le mécénat (13,3 millions d'euros en 2022).
La subvention de l'État n'est pas une subvention de fonctionnement (ce qui fait du château de Versailles une exception parmi tous les établissements du ministère de la Culture). Il s'agit d'une subvention d'investissement destinée uniquement à des travaux « lourds », réalisés dans le cadre d'un schéma directeur, le « Grand Versailles », commencé en 2003 et qui devrait s'achever en 2020. Pour l'exercice 2010, cette subvention s'élevait à environ 25 millions d'euros.

## Les grands travaux
En 2003, a été donné le coup d'envoi du plus grand chantier que l'ancien domaine royal ait connu depuis Louis-Philippe, qui devrait s'étaler sur 17 ans et coûter 500 millions d'euros[réf. nécessaire].
Le schéma directeur s'articule autour de quatre grands axes :
- retrouver le Versailles historique en restituant au château tout son éclat par l'achèvement de la restauration de la grande façade sur les jardins, de la cour de Marbre, de la Cour royale et la restauration des jardins commencée en 1990 ;
- protéger le patrimoine en améliorant les dispositifs de sécurité des publics et des bâtiments ;
- valoriser le patrimoine par la création d'un centre de recherches « Images et civilisation de Cour », ainsi que par la réorganisation et la modernisation des réserves et des ateliers muséographiques ;
- améliorer l'accueil du public (notamment aménagement du Grand Commun et du pavillon Dufour).

## Liste des présidents
- 1995 : Hubert Astier[c],[d],[e],[f],[g],[h]
- 2003 : Christine Albanel[i],[j]
- 2007 : Jean-Jacques Aillagon[k],[l]
- 2011 : Catherine Pégard[m],[n],[o]
- 2024 : Christophe Leribault[p]